# Assassinato de Durval Teófilo Filho
O assassinato de Durval Teófilo Filho ocorreu na noite do dia 2 de fevereiro de 2022 em São Gonçalo, Rio de Janeiro, Brasil. Ele foi alvejado por um vizinho quando chegava ao prédio onde morava, que alegadamente pensou se tratar de um ladrão.

## Antecedentes
Durval Teófilo Filho, na época com 38 anos, foi descrito por amigos e parentes como alguém "prestativo, inteligente, trabalhador, sorridente e família". Era casado havia treze anos com Luziane Teófilo, com o qual tinha uma filha, na época com seis anos. Havia doze anos que morava num condomínio em São Gonçalo, que comprou em busca de mais segurança. Durval trabalhava como repositor de estoques num supermercado em Niterói.

## Assassinato
Pouco depois das 22 horas, Durval deixou o supermercado onde trabalhava. Ele chegou a casa e se preparava para abrir o portão, procurando a chave na mochila. Neste momento, foi baleado três vezes pelo vizinho Aurélio Alves Bezerra, sargento da Marinha, que estava dentro de um carro. Segundo Aurélio, após ver que Durval teria se aproximado muito rapidamente de seu carro, decidiu baleá-lo, atingindo sua barriga. Ele afirmou que "acreditava que seria assaltado, pois Durval estava mexendo em algo na região da cintura, o que acreditava ser uma arma de fogo", ao mesmo tempo em que também diz que "por estar chovendo, não conseguiu ver com precisão o que Durval estava segurando". Aurélio perguntou se Durval estava armado, e ele respondeu que não. Após confirmar que Durval realmente não estava armado, Aurélio chegou a prestar socorro e o levou para o Hospital Estadual Alberto Torres, mas ele morreu no local. O laudo do Instituto Médico Legal (IML) informou que a causa da morte foi hemorragia interna causada por projétil de arma de fogo.

### Prisão
Aurélio foi preso em flagrante. À polícia, disse que "a localidade é perigosa e costuma ter muitos assaltos". Inicialmente, a Delegacia de Homicídios da Baixada Fluminense indiciou Aurélio por homicídio culposo, quando não há a intenção de matar, e estipulou uma fiança de 120 mil reais. Num primeiro momento, Aurélio também constava como "vítima", já que ele declarou que o ato teria sido de legítima defesa, mas isto foi modificado pouco tempo depois. Após audiência de custódia, a juíza Ariadne Villella Lopes mudou para homicídio doloso. Além disso, o Ministério Público requereu a conversão da prisão em flagrante em prisão preventiva. O advogado do militar, Saulo Alexandre, considerou a prisão preventiva desnecessária e disse que solicitaria um habeas corpus para que o cliente respondesse em liberdade.

## Repercussão
Luziane, esposa da vítima, disse que este foi um ato de racismo: "Vendo as câmeras, ouvindo a fala do delegado e pelo que os vizinhos estão falando, tenho certeza de que isso aconteceu porque ele é preto. Mesmo eles falando que ele era morador do condomínio, o vizinho não quis saber. Para mim, foi racismo sim". Tal visão foi apoiada pela imprensa. O velório de Durval, no cemitério São Miguel, presenciado por centenas de pessoas, foi marcado por protestos de parentes e amigos, exibindo cartazes de "Vidas Negras Importam" e "Queremos Justiça por Durval".
| “                                  | Mais um preto morto e vai ficar por isso mesmo? Já passei por isso na minha vida diversas vezes. Meu pai foi assim, tive primos que foi assim. Mas agora de novo? Agora não. Eu vou atrás aonde tiver que ir, entendeu? Porque a justiça tem que ser feita. | ” |
| — Fabiana Teófilo, irmã de Durval. | |   |

Em nota, a Marinha do Brasil disse que "tomou conhecimento da ocorrência envolvendo um dos seus militares, em São Gonçalo-RJ, e informa que está colaborando com os órgãos responsáveis para a elucidação do fato. A MB lamenta o ocorrido e se solidariza com os familiares da vítima".

## Julgamento
A primeira audiência sobre o caso ocorreu no dia 4 de abril, na 4ª Vara Criminal do Fórum de São Gonçalo. A segunda audiência ocorreu no dia 9 de maio. A prisão preventiva de Aurélio foi mantida.